# 达边蕨
达边蕨（学名：Tapeinidium pinnatum）为陵齿蕨科达边蕨属下的一个种。

## 扩展阅读
- 維基物種上的相關：达边蕨